# Fotografia tecnica del perossido
Uno dei problemi nello sviluppo dei negativi fotografici in bianco e nero, è la compensazione.
Compensare significa qui, cercare di favorire la massima gamma tonale che il negativo in questione può dare.
Esporre per le ombre è regola nota, diminuire la sensibilità espositiva e ridurre i tempi di sviluppo (sviluppare per le luci) anche ma a volte, in situazioni di grande contrasto della scena, potrebbe non bastare.
Sfruttando la caratteristica del perossido di idrogeno (acqua ossigenata) di comportarsi da riducente in ambiente basico ed ossidante in ambiente acido, si procederà in questo modo:
Dopo il normale sviluppo (basico), senza lavaggi intermedi (un breve risciacquo è consentito), si trasferisce il negativo impregnato del suo sviluppo ma non gocciolante in una tank in cui si sarà versata dell'acqua ossigenata a circa 36 vol. e tenuta a 40 °C.
Si dovrà porre attenzione che il negativo non entri a contatto diretto con il perossido ma solo esposto ai suoi vapori per un tempo abbastanza lungo (necessitano prove preliminari) circa 10 o 15 minuti
Le alte luci (i neri in negativo) non subiranno sostanziali variazioni. Le ombre (i chiari in negativo), e solo questi, subiranno un ulteriore sviluppo con un deciso aumento nel dettaglio.( spesso tutto questo, viene interpretato ,erroneamente,come un aumento della sensibilità)
Poi, dopo un lavaggio ed il solito fissaggio, terminare la procedura come di consueto.
Particolare tecnico da: Rif. esperienze personali in camera oscura. (in corso di pubblicazione) e Rif. wetransfer.com/downloads/f51a6226ea7d5c003c79e7050cd593f02020061907162   pag 56     - dr. Francesco Santi